# Анатолиј Луначарски
Анатолиј Васиљевич Лунчарски (рус. Анато́лий Васи́льевич Лунача́рский; 11/23. новембар 1875. у Полтави, Руска Империја — 26. децембар 1933) био је руски марксистички револуционар, и први совјетски народни комесар за образовање (НАРКОМПРОС). Ову функцију, на коју га је Лењин именовао, је обављао од 1917. до 1929. године. Током своје каријере био је и активан као новинар и критичар уметности. Сматра се за једног од најзначајнијих марксистичких функционера културне политике.